# Kózki (województwo warmińsko-mazurskie)
Kózki (niem. Kosken) – wieś w Polsce położona w województwie warmińsko-mazurskim, w powiecie piskim, w gminie Biała Piska.
W latach 1975–1998 miejscowość administracyjnie należała do województwa suwalskiego.
Wieś powstała w ramach kolonizacji Wielkiej Puszczy. Wcześniej był to obszar Galindii. Wieś ziemiańska, dobra służebne w posiadaniu drobnego rycerstwa (tak zwani wolni, ziemianie w języku staropolskim), z obowiązkiem służby rycerskiej (zbrojnej). W wieku XV i XVI w. wieś w dokumentach zapisywana była pod nazwami Koschken, Coschken i prawdopodobnie także Koβbotzicken. Osada powstała przed wojną trzynastoletnią (1454-1466), wzmiankowana w 1471 r.
Wieś służebna lokowana w 1484 r. przez komtura bałgijskiego Erazma von Reitzensteina, na 10 łanach na prawie magdeburskim z obowiązkiem jednej służby zbrojnej. Dobra te odziedziczył po śmierci ojca Jan z Kózek. 5 łanów sprzedał Jakubowi Gnatowi (Jakub Gnat zakupił także 20 morgów nadmiaru). Pozostałe 5 łanów współdziedziczył z ojczymem Jaskubem Lubą.